# Frans Vos de Wael
Franciscus Maurits Maria (Frans) Vos de Wael (Zwolle, 9 maart 1876 – Dongen, 28 april 1963) was een Nederlandse burgemeester.

## Familie
Vos de Wael, lid van de familie Vos de Wael, was een zoon van Ignatius Wolterus Josephus Vos de Wael (1840-1904), gemeenteraadslid in Zwolle en Elst (Gld), en Elisabeth Bernardina Rosalia Brouwer Ancker (1839-1880). Hij legde op 10-jarige leeftijd de eerste steen voor Huize Oosterveld in Elden. Hij bleef ongehuwd. 

## Loopbaan
Vos de Wael werd bij Koninklijk Besluit van 10 september 1919 benoemd tot burgemeester van Berkel en Rodenrijs. In 1931 werd hem, op zijn verzoek, eervol ontslag verleend en werd hij opgevolgd door A.A.M. Gründemann. 
Vos de Wael overleed in 1963, op 87-jarige leeftijd.